# Prieuré Saint-Léonard
Ne doit pas être confondu avec Prieuré de Saint-Léonard.
Le prieuré Saint-Léonard est situé à L'Île-Bouchard dans le département français d'Indre-et-Loire en région Centre-Val de Loire.
Datant peut-être de la première moitié du XIIe siècle, cet ancien prieuré est surtout remarquable par ses chapiteaux sculptés de représentations d'épisodes de la vie du Christ. Ses vestiges (chœur absides et déambulatoire de la chapelle priorale) sont classés au titre des monuments historiques en 1958.

## Localisation
Situé rue de la Vallée-aux-Nains, sur la rive gauche de la Vienne, à L'Île-Bouchard, l'édifice de style roman est un ancien prieuré datant du XIIe siècle, qui formait à lui seul la paroisse Saint-Léonard.

## Histoire

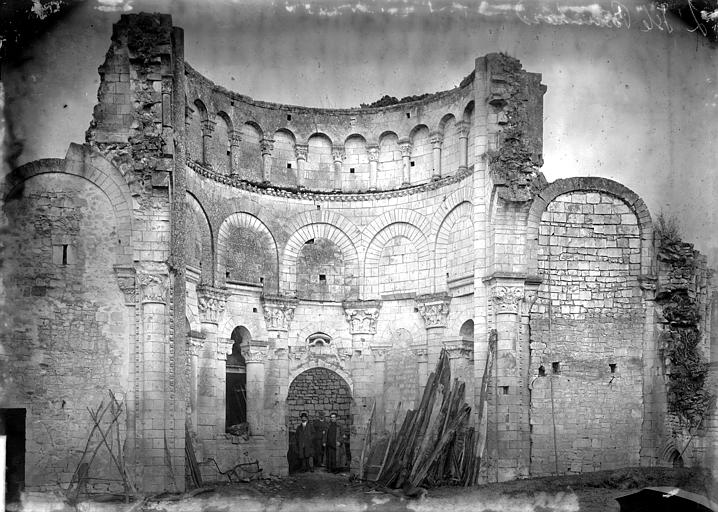
Vestiges avant restauration.

Bien que parfois désigné comme datant du XIe siècle (en raison de la probable confusion avec le prieuré Saint-Gilles), l'ensemble des éléments préservés indiquent qu'il date de la première moitié du XIIe siècle. Il est alors une dépendance de l'abbaye Notre-Dame de Déols, dans l'Indre, avant de devenir une église paroissiale à la fin du XIIe siècle. Pillé le 2 avril 1562, les textes le décrivent toujours en activité au XVIIe siècle avant qu'il ne soit vendu comme bien national en 1791. Il est dès lors progressivement utilisé comme carrière de pierres et détruit dans le premier tiers du XIXe siècle, ne laissant subsister en 1832 que l'abside de l'église priorale avec son déambulatoire et les absidioles. Ses parties conservées servent de grange à fourrage jusqu'au début des années 1910 et son rachat par l'État qui engage des travaux de consolidation.
Il est classé au titre des monuments historiques le 3 novembre 1958, puis ses vestiges sont entièrement restaurés en 1997 avec notamment l'ajout d'une charpente de toiture et d'une couverture en tuiles creuses avant le transfert de propriété à la commune de L'Île-Bouchard en 2007.

## Description

### Architecture
Il ne subsiste du prieuré que le chœur, l'abside principale, les trois absidioles, le déambulatoire et les départs des voûtes méridionales du chœur, appareillés en pierre de taille. Le reste du chœur, le transept et la nef ont disparu. Aucun plan de l'édifice dans son ensemble ne semble exister.
Le chœur et le déambulatoire sont séparés par cinq arcades supportées par de grosses colonnes surmontées de chapiteaux décorés. Chacune de ces colonnes est accostée de deux colonnettes terminées par des chapiteaux à la décoration plus sobre ; cette modification, ainsi que l'occultation de la partie supérieure des arcs, est apportée dans un second temps, peut-être pour remédier à un poids excessif des voûtes de l'abside et du déambulatoire.

Architecture
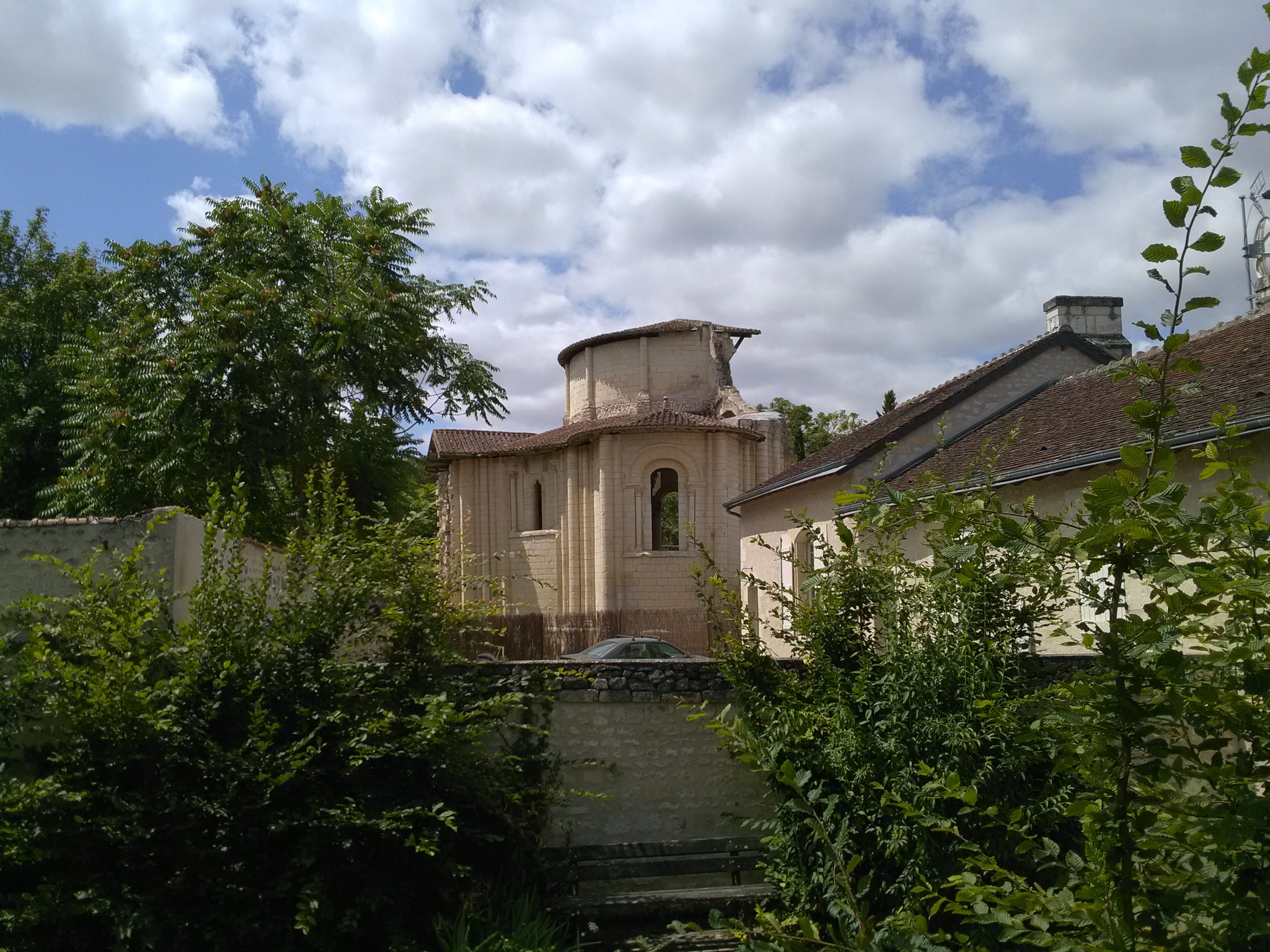
Vue du nord.
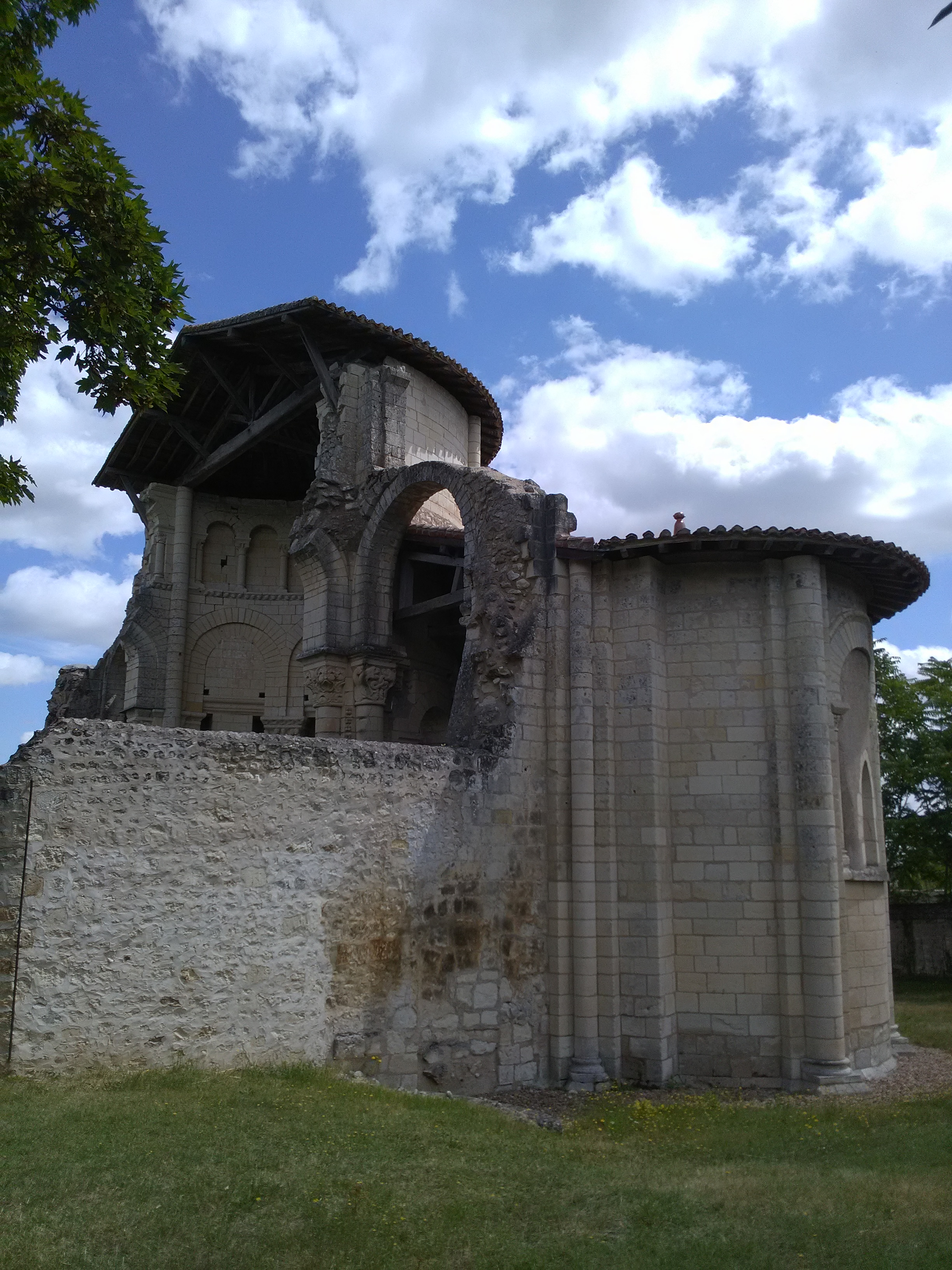
Vue du sud.
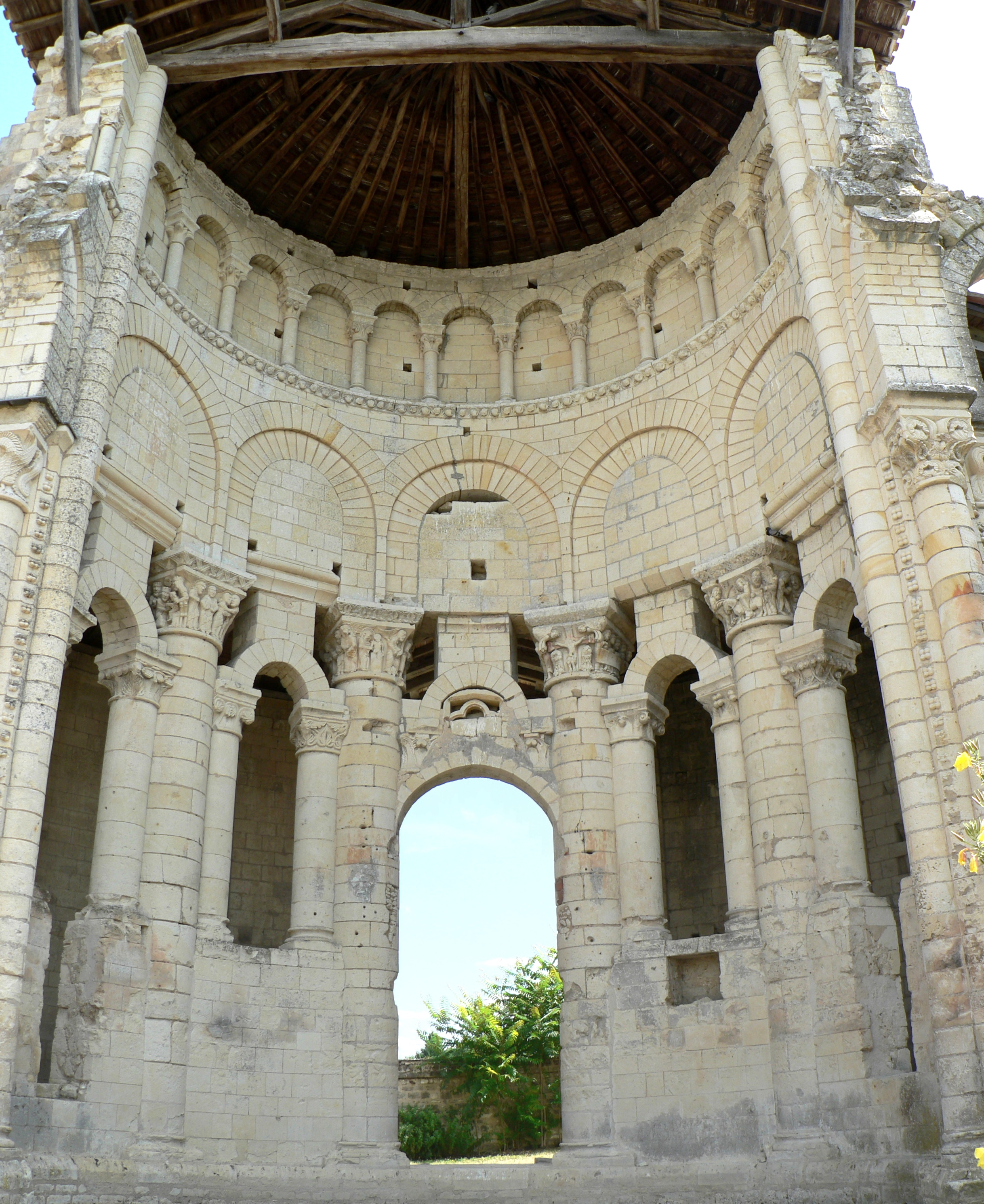
Abside.
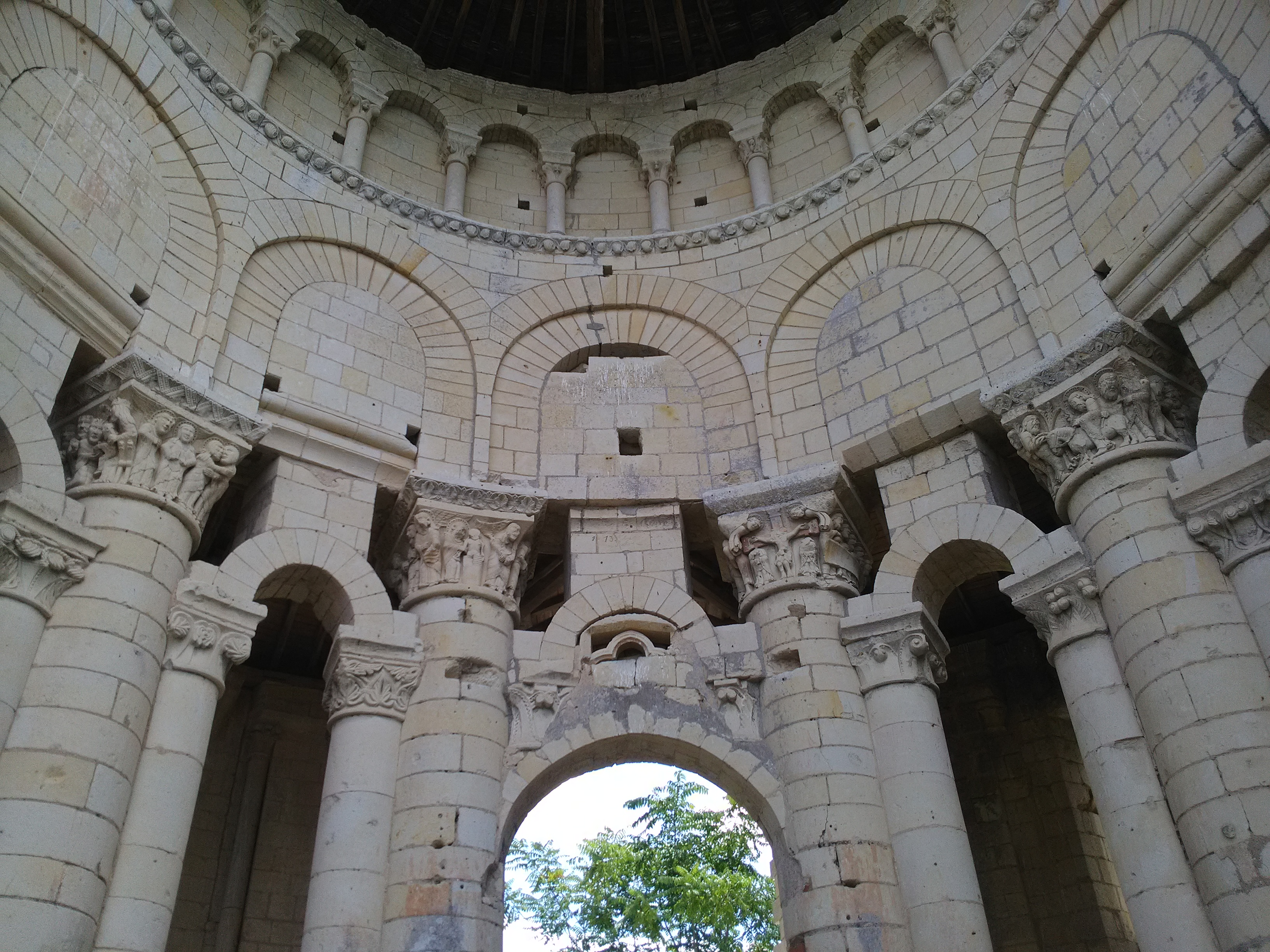
Colonnade.
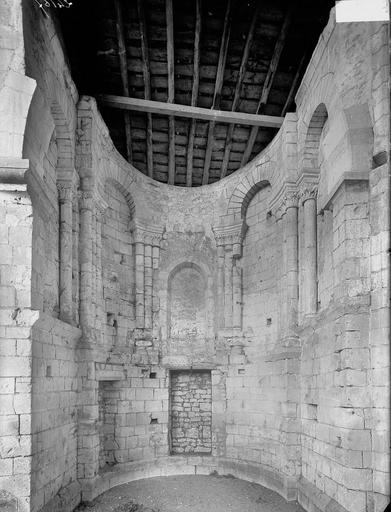
Absidiole nord.
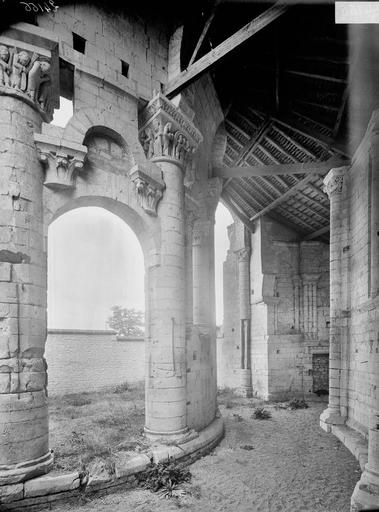
Déambulatoire oriental.

### Décor sculpté
Les six chapiteaux principaux, datés de 1130-1140, sont attribués au sculpteur roman Denis et à son atelier en raison de leur similitude avec d'autres chapiteaux (église Saint-Ours de Loches, église Saint-Martin de Bossay-sur-Claise...) dont l'origine est mieux attestée. Le décor le plus riche se rencontre sur Les quatre chapiteaux médians (2 à 5 numérotés du nord au sud) ; ils représentent différentes scènes de la vie de Jésus, de Marie, et des Évangiles, chaque scène occupant une partie, une ou plusieurs faces d'un même chapiteau. Les deux chapiteaux extrêmes (1 et 6) portent un décor végétal et des personnages fabuleux.
Le chapiteau no 2 est consacré aux premiers épisodes de l'enfance du Christ : L'Annonciation, La Visitation de la Vierge Marie, L'Adoration des mages, L'Annonce aux bergers et La Nativité. Sur le chapiteau no 3 figurent La Présentation de Jésus au Temple, Le Massacre des Innocents, La Fuite en Égypte et Le Baptême du Christ. Le chapiteau no 4 représente La Cène et La Crucifixion. Les scènes sculptées sur le chapiteau no 5, sont La Tentation du Christ et L'Entrée de Jésus à Jérusalem. L'ordre chronologique des scènes aurait voulu que les chapiteaux 4 et 5 soient intervertis : il est possible que la disposition retenue ait choisi de mettre en valeur la scène de La Crucifixion, en position la plus centrale possible, au plus près de l'autel.

Chapiteaux sculptés
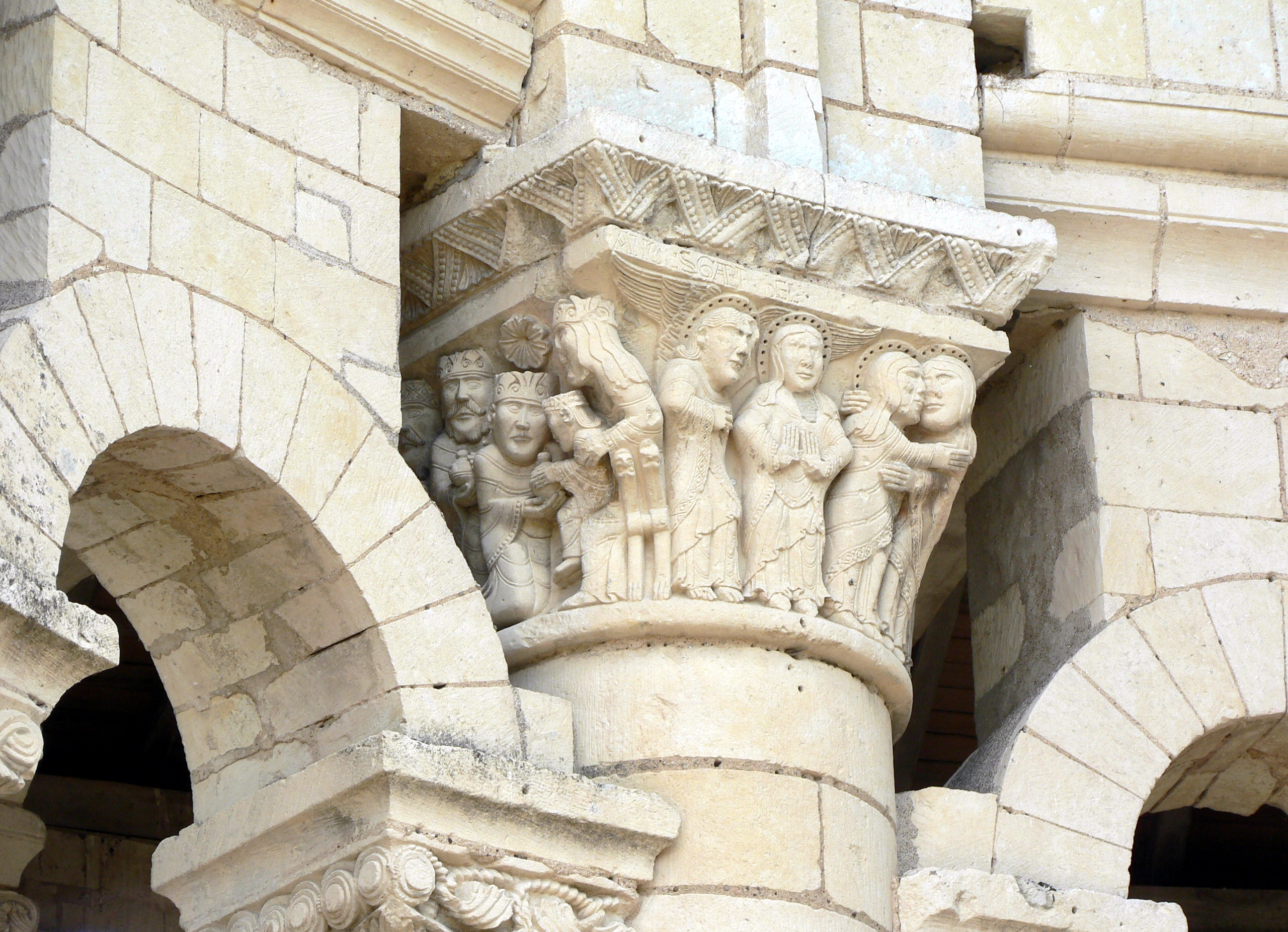
Chapiteau no 2 : L'Annonciation.
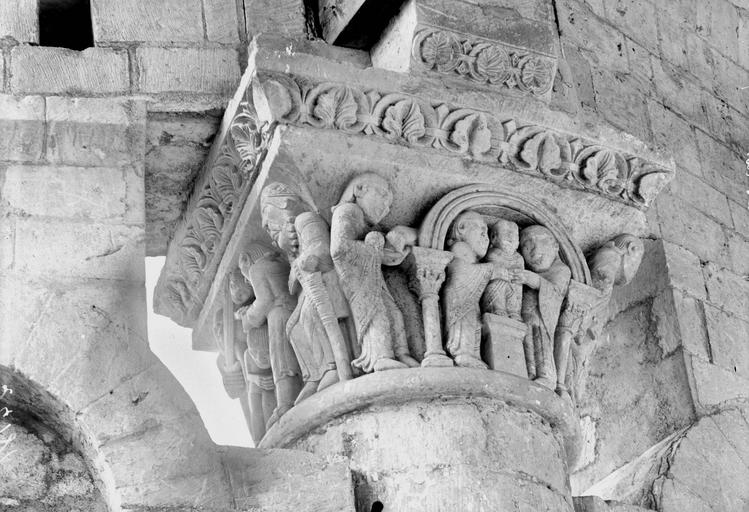
Chapiteau no 3 : La Présentation au Temple.
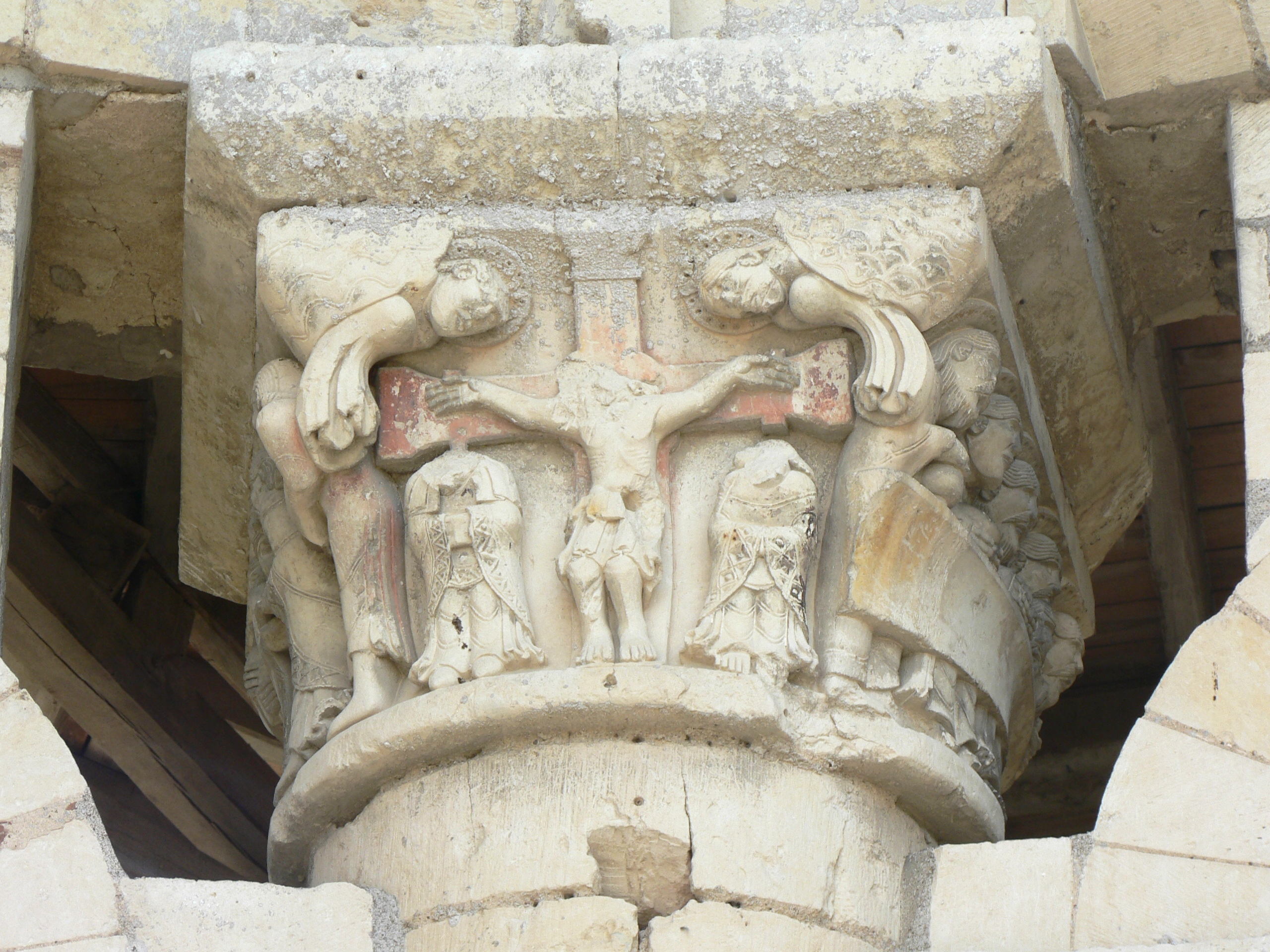
Chapiteau no 4 : La Crucifixion.
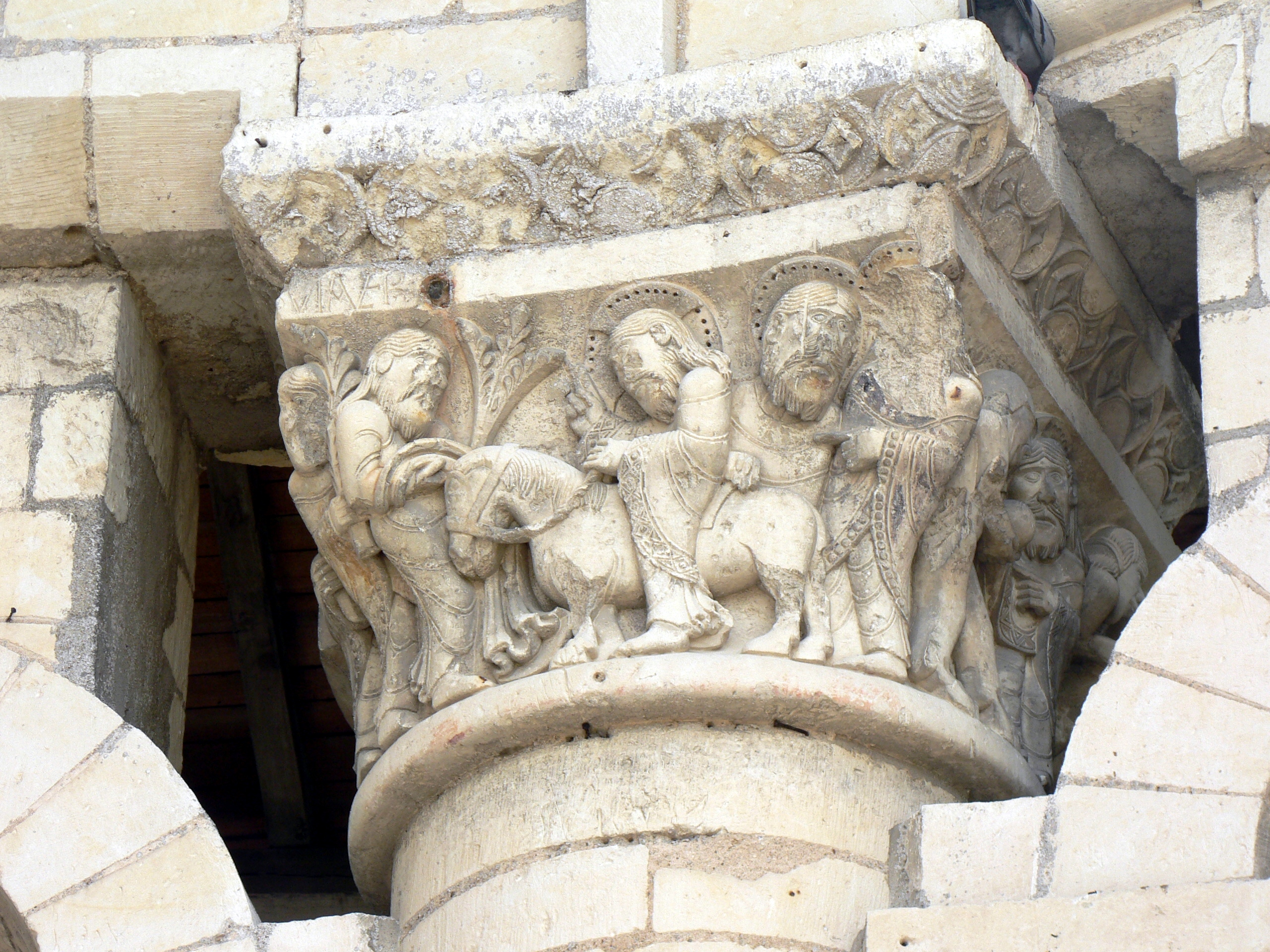
Chapiteau no 5 : L'Entrée de Jésus à Jérusalem.
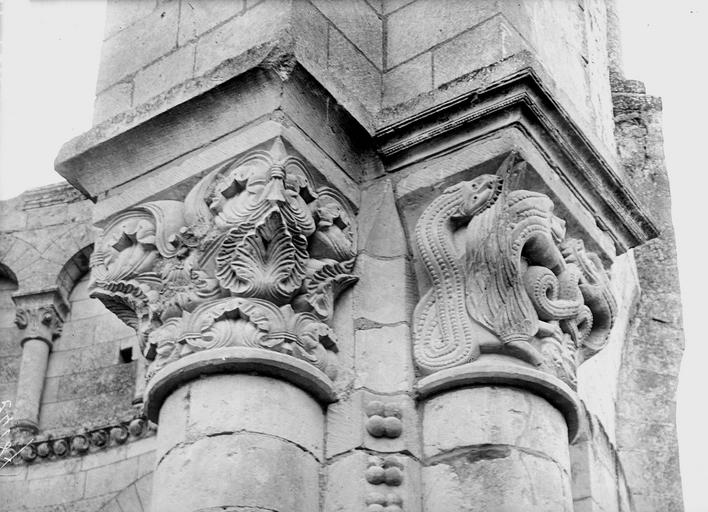
Chapiteau no 6 : décor végétal et animaux fabuleux.